# Куприянова, Анна Владимировна
Анна Владимировна Куприянова (в девичестве — Иванова) (род. 20 ноября 1987 года) — российская волейболистка, центральная блокирующая.

## Биография
Родилась 20 ноября 1987 года. Выступала за команды «Тулица» (2006—2008), «Факел» (2008—2010), «Ленинградка» (2010—2012), «Уфимочка-УГНТУ» (2012—2013), «Тюмень-ТюмГУ» (2013—2014), «Волеро» (2014—2015), «Протон» (2015—2016).
В 2007 году в составе сборной России участвовала в Мировом Гран-при и турнире «Монтрё Волей Мастерс».

## Личная жизнь
В 2014 году вышла замуж за Василия Куприянова. Живёт в Санкт-Петербурге.

## Достижения

### С клубами
- Чемпионка Швейцарии 2015
- Обладательница Кубка Швейцарии 2015
- Бронзовый призёр клубного чемпионата мира 2015